# Austrocnemis obscura
Austrocnemis obscura – gatunek ważki z rodziny łątkowatych (Coenagrionidae). Znany z nielicznych stwierdzeń z trzech stanowisk w północnej części Australii Zachodniej.